# Technikmuseum Hugo Junkers
Das Technikmuseum „Hugo Junkers“ in Dessau-Roßlau widmet sich dem Flugzeugkonstrukteur und Unternehmer Hugo Junkers. Träger des 2001 auf dem Gelände der ehemaligen Junkers-Flugzeugwerke eröffneten Museums ist der Förderverein Technikmuseum „Hugo Junkers“ e. V.

## Ausstellung
- Gasmotor
- Kalorimeter
- Gegenkolben-Dieselmotor
- Ölmotor
- Luftstromkanal
- Ganzmetallflugzeug

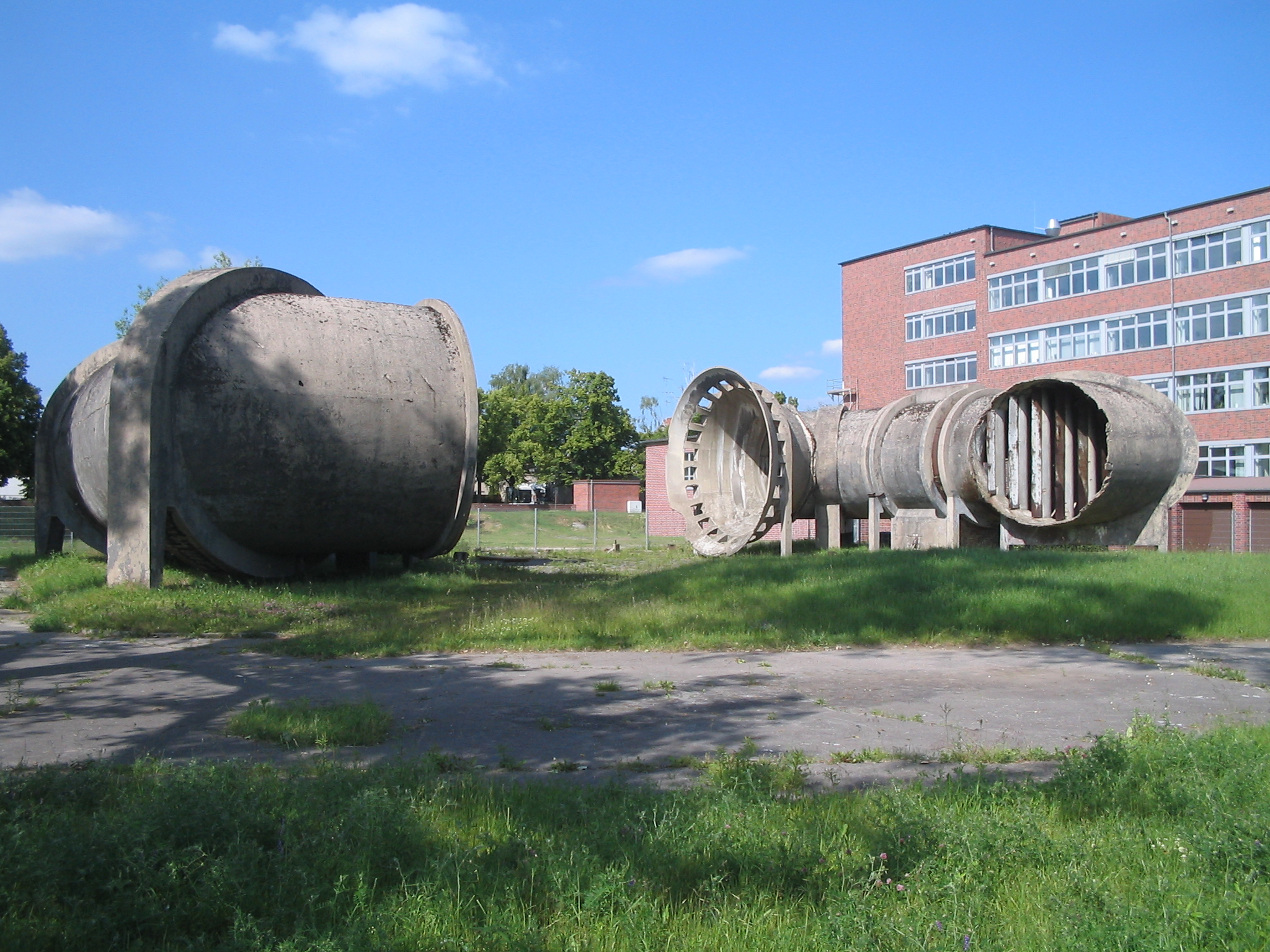
Reste des Windkanals

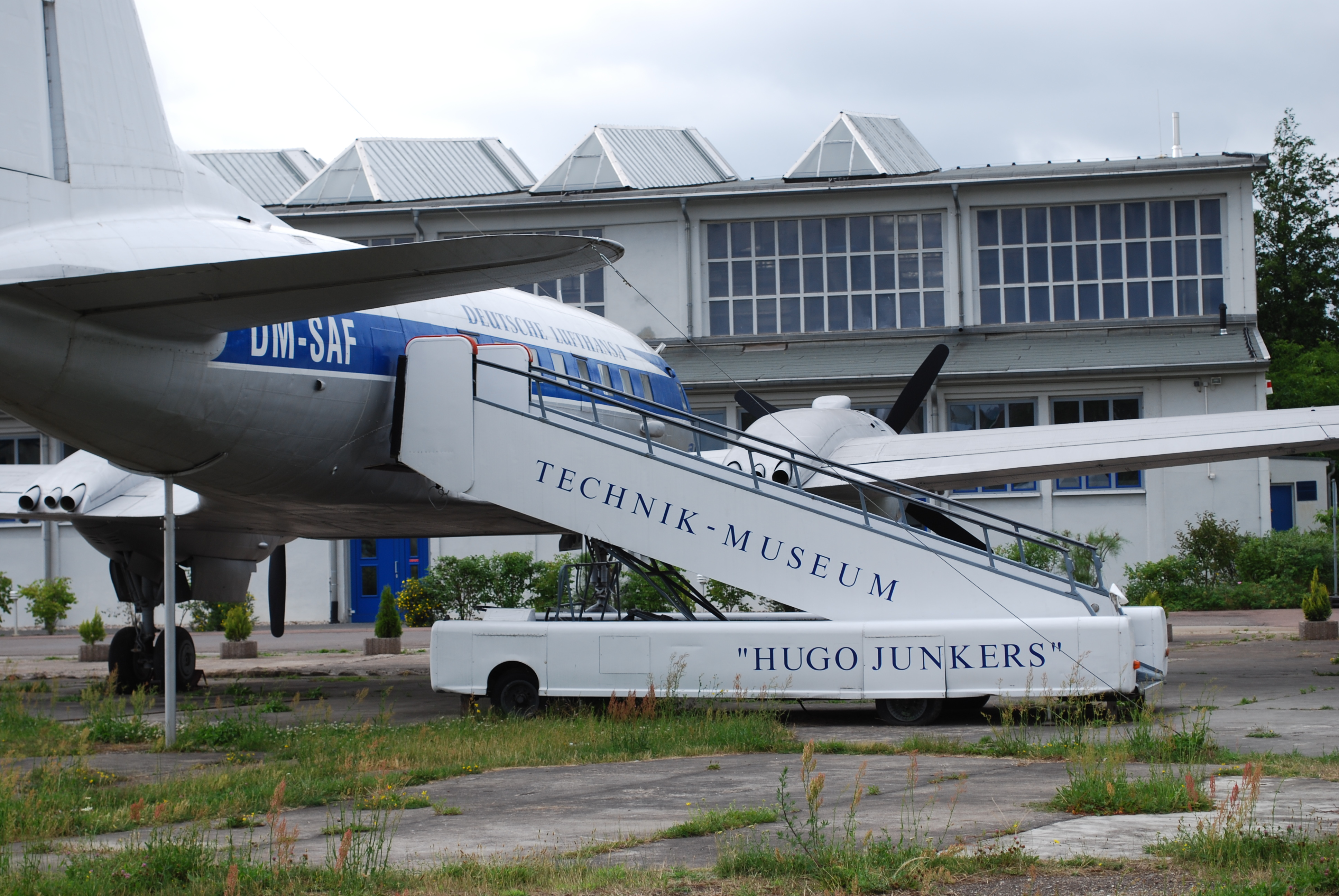
Il-14 vor dem Technikmuseum

Zurzeit entsteht in der Ausstellungshalle der Original-Nachbau einer Junkers F 13.

## Exponate
Ein besonderes Exponat ist die restaurierte Junkers Ju 52/3m. Die Maschine ist weitgehend im Originalzustand geblieben, da sie während des Zweiten Weltkriegs nach einer Notlandung auf dem Eis im Hartvikvatnet bei Narvik versank und 1986 relativ unversehrt wieder gehoben werden konnte. 1995 gelangte sie zurück nach Dessau. Im Austausch wurde eine MiG-21PFM (takt. Nummer: NVA 891 / Bw 22+37) nach Norwegen abgegeben. Dieses Flugzeug gehört heute dem „Norwegian Armed Forces Museum / Forsvarsmuseet“ in Oslo und wird z. Zt. nicht ausgestellt.
Außerhalb der Halle sind die Reste eines Windkanals von 1934, ein Kompensierplatz zur Justierung der Bordinstrumente von 1935 zu sehen, eine Il-14 aus Dresden sowie Kühlwaggons aus dem Waggonbau Dessau. Außerdem kann man auf dem Außengelände mehrere Zivil- und Militärflugzeuge besichtigen.
Die im Außengelände ausgestellten Maschinen sind bis auf die Il-14 dringend restaurierungsbedürftig. Alle gezeigten Flugzeuge und Hubschrauber sind aus dem Bestand der im Jahr 2000 aufgelösten Luftsportabteilung des Polizeisportvereins „PSV 90 e. V. Dessau“ übernommen worden.
Ein restauriertes von Hugo Junkers entworfenes Stahlhaus ist Teil der Dauerausstellung.

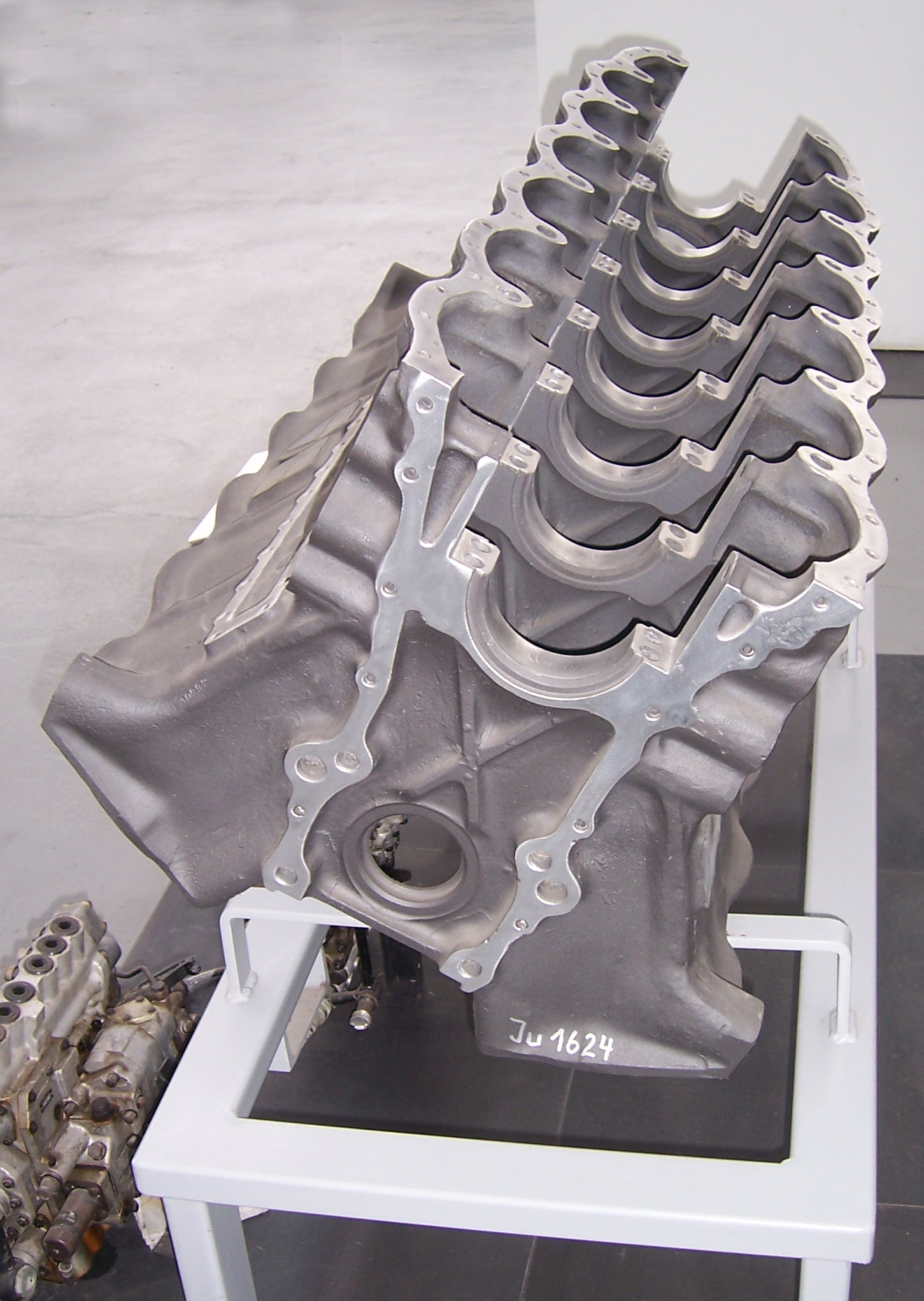
Motorgehäuse Jumo 211

### Luftfahrzeuge
in der Ausstellungshalle:
Flugzeuge
- Ju 52/3m
- MiG-15UTI
- Jak-27R
- DFS Olympia Meise
- Junkers J 1 (Replik)
- Junkers F 13 (Replik)

Hubschrauber
- Mil Mi-2

im Außengelände:
Flugzeuge
- Il-14
- Let Z-37
- MiG-21U
- MiG-23MF
- Su-22M-4
- Su-22UM-3K

### Motoren
- Daimler-Benz DB 605: Wrack und Kurbelwelle
- Jumo 207: Schnittmodell
- Jumo 211: Motorgehäuse und Einspritzpumpen
- Jumo 213 A: Wrack
- Jumo 213 A-G-1: Schnittmodell
- Jumo 004 A: Schnittmodell
- Junkers L 5: Schnittmodell
- Schwezow ASch-82 W: Schnittmodell
- Walter Minor 4-III
- Zündapp 9-092